# Кумёнский район
Кумёнский район — административно-территориальная единица (район) и муниципальное образование (муниципальный район) в центре Кировской области России.
Административный центр — посёлок городского типа Кумёны.

## География
Кумёнский район находится в центральной зоне Кировской области на юго-восток от города Кирова. Расстояние от областного центра до пгт. Кумёны — 60 км. 
Граничит: на севере — с Кирово-Чепецким районом, на западе — с Оричевским районом, Верхошижемским районом, на юге — с Сунским, на востоке — с Богородским и Зуевскими районами области.
Природные ресурсы
Природно-ресурсный потенциал Кумёнского района включает следующие группы ресурсов: земельные, минеральные, водные, лесные. Земельный фонд района в пределах муниципального образования — 191 145 га. Общая площадь земель сельскохозяйственного назначения — 121 054 га, или 63,3%. На одного сельского жителя приходится 8,01 га пашни, 0,3 га сенокосов.
Поверхность района представляет собой холмисто-волнистую равнину, расчлененную оврагами и балками на более или менее широкие водоразделы со склонами различной экспозиции и крутизны. Рельеф, геологическое строение и климат обусловливают тип почвообразований. Почвы в основном дерново-подзолистые и светло-серые лесные, по механическому составу — средне- и тяжелосуглинистые разновидности.
Кумёнский район славится своими минеральными и грунтовыми источниками, а также грязевыми озёрами, в том числе сапропелевыми, расположенными в пгт Нижнеивкино. Все это явилось основанием для строительства санаторно-курортного комплекса, в состав которого входят санаторий «Нижне-Ивкино» и санаторий «Лесная Новь».
В долине реки Ивкины, самого большого притока реки Быстрицы, находятся минеральные источники, а также лечебные грязи. Минеральные источники по своему составу и качеству сходны с широко известными источниками в городах Ессентуки и Кисловодск. В настоящее время для лечения используют 7 источников и торфяную грязь.
На территории района встречаются полезные ископаемые органического, осадочного и химического происхождения, которые используются как строительный материал: известковый туф, гравий, глина и песок. Имеются залежи торфа низинного происхождения.
Общая площадь лесов в районе 1 января 2007 года составляет 76 974 га, в том числе леса I группы — 10 085 га, второй группы — 66 889 га. Запасы древесины на корню 10 346,3 тыс. м³. Расчётная лесосека определена в размере 104,9 тыс. м³. Запасы древесины невелики и хозяйственная деятельность района ориентирована на рациональное использование ресурсов.
Водные ресурсы района включают в себя поверхностные и подземные воды. По территории района протекают 18 рек протяженностью 625 км. Площадь водосбора — 1,9 тыс. км². В районе насчитывается 55 прудов, суммарная площадь водного зеркала — 418 га (в том числе 172 га — Тюлькинское водохранилище). Болот в районе насчитывается также порядка 55. Объём оборотной воды — 19,3 тыс. м³ в год. Из открытых водоёмов на территории района наиболее значительной является река Быстрица с притоком Большая Кумёна. Подземные воды обнаружены в районе рек Быстрицы, Большой Кумёны и Кырмыжки. Эти воды поддерживают гидрологический баланс, геологические запасы Нижнеивкинского месторождения минеральных вод.

## История
Кумёнский район Кировской области был образован на основании постановления Президиума ВЦИК от 23 января 1935 года и тем самым вошёл в состав Кировского края.
14 ноября 1959 года указом Президиума Верховного Совета РСФСР он был укрупнён за счёт территории ликвидируемого Сунского района. 1 февраля 1963 года в соответствии с указом Президиума Верховного Совета РСФСР Кумёнский район включил также часть территории упразднённого Кирово-Чепецкого района.
На основании Указа Президиума Верховного Совета РСФСР от 12 января 1965 года часть территории Кумёнского района вошла в состав вновь созданного Кирово-Чепецкого района.
В сегодняшних границах Кумёнский район существует с 14 февраля 1968 года после образования Сунского района и выделения части территории из состава Кумёнского района.
С 1 января 2006 года согласно Закону Кировской области от 07.12.2004 № 284-ЗО на территории района образованы 10 муниципальных образований: 2 городских и 8 сельских поселений.
Законом Кировской области от 28 апреля 2012 года № 141-ЗО Кумёнское сельское поселение и Рябиновское сельское поселение объединены в Кумёнское сельское поселение с административным центром в деревне Березник.

## Население
| 1939    | 1959    | 1970    | 1979    | 1989    | 2002    | 2009    | 2010    | 2011    |
| ------- | ------- | ------- | ------- | ------- | ------- | ------- | ------- | ------- |
| 26 059  | ↗48 113 | ↘21 134 | ↘20 854 | ↘20 502 | ↘19 472 | ↘18 694 | ↘17 350 | ↘17 251 |
| 2012    | 2013    | 2014    | 2015    | 2016    | 2017    | 2018    | 2019    | 2020    |
| ↘17 102 | ↘17 024 | ↘16 923 | ↘16 859 | ↘16 666 | ↘16 479 | ↘16 235 | ↘15 780 | ↘15 391 |
| 2021    |         |         |         |         |         |         |         |         |
| ↘14 743 |         |         |         |         |         |         |         |         |

### Урбанизация
В городских условиях (пгт Кумёны и Нижнеивкино) проживают  40,01% населения района.

## Муниципальное устройство
Упразднено Рябиновское сельское поселение.
В Кумёнском районе 119 населённых пунктов в составе двух городских и семи сельских поселений:
| № | Городские и сельские поселения       | Административный центр  | Количество населённых пунктов | Население | Площадь, км2 |
| - | ------------------------------------ | ----------------------- | ----------------------------- | --------- | ------------ |
| 1 | Кумёнское городское поселение        | пгт Кумёны              | 5                             | ↘4367     | 98,35        |
| 2 | Нижнеивкинское городское поселение   | пгт Нижнеивкино         | 10                            | ↘2156     | 162,67       |
| 3 | Березниковское сельское поселение    | село Березник           | 8                             | ↗434      | 182,07       |
| 4 | Большеперелазское сельское поселение | деревня Большой Перелаз | 17                            | ↘774      | 140,45       |
| 5 | Верхобыстрицкое сельское поселение   | село Верхобыстрица      | 9                             | ↗545      | 268,28       |
| 6 | Вичевское сельское поселение         | посёлок Вичевщина       | 21                            | ↗1694     | 267,80       |
| 7 | Вожгальское сельское поселение       | село Вожгалы            | 12                            | ↘2483     | 314,79       |
| 8 | Кумёнское сельское поселение         | деревня Березник        | 20                            | ↘865      | 323,73       |
| 9 | Речное сельское поселение            | посёлок Речной          | 17                            | ↘1425     | 153,31       |

| №   | Населённый пункт   | Тип     | Население | Муниципальное образование            |
| --- | ------------------ | ------- | --------- | ------------------------------------ |
| 1   | Аникинцы           | деревня | 3         | Кумёнское сельское поселение         |
| 2   | Анохинцы           | деревня | 0         | Вожгальское сельское поселение       |
| 3   | Ардашиха           | деревня | 348       | Вожгальское сельское поселение       |
| 4   | Бабкинцы           | деревня | 0         | Кумёнское городское поселение        |
| 5   | Бабкинцы           | деревня | 2         | Кумёнское сельское поселение         |
| 6   | Бадруженки         | деревня | 0         | Вичевское сельское поселение         |
| 7   | Балезенки          | деревня | 0         | Вичевское сельское поселение         |
| 8   | Барановщина        | деревня | 473       | Нижнеивкинское городское поселение   |
| 9   | Баричи             | деревня | 5         | Речное сельское поселение            |
| 10  | Башкерь            | деревня | 0         | Большеперелазское сельское поселение |
| 11  | Бельтюги           | село    | 204       | Вожгальское сельское поселение       |
| 12  | Белянино           | деревня | 0         | Кумёнское сельское поселение         |
| 13  | Березник           | село    | 471       | Березниковское сельское поселение    |
| 14  | Березник           | деревня | 556       | Кумёнское сельское поселение         |
| 15  | Блиненки           | деревня | 11        | Большеперелазское сельское поселение |
| 16  | Бобылево           | деревня | 2         | Кумёнское сельское поселение         |
| 17  | Большие Вершининцы | деревня | 30        | Кумёнское сельское поселение         |
| 18  | Большой Перелаз    | деревня | 442       | Большеперелазское сельское поселение |
| 19  | Бошляки            | деревня | 0         | Большеперелазское сельское поселение |
| 20  | Быбинцы            | деревня | 7         | Вичевское сельское поселение         |
| 21  | Быково             | село    | 300       | Кумёнское сельское поселение         |
| 22  | Вагино             | деревня | 0         | Речное сельское поселение            |
| 23  | Ваговщина          | деревня | 5         | Речное сельское поселение            |
| 24  | Вересники          | деревня | 1         | Кумёнское сельское поселение         |
| 25  | Верхобыстрица      | село    | 347       | Верхобыстрицкое сельское поселение   |
| 26  | Вичевщина          | посёлок | 1250      | Вичевское сельское поселение         |
| 27  | Вожгалы            | село    | 942       | Вожгальское сельское поселение       |
| 28  | Ворончихи          | деревня | 0         | Верхобыстрицкое сельское поселение   |
| 29  | Гаинцы             | деревня | 81        | Вичевское сельское поселение         |
| 30  | Гвоздки            | деревня | 23        | Верхобыстрицкое сельское поселение   |
| 31  | Городчики          | деревня | 22        | Большеперелазское сельское поселение |
| 32  | Горюнок            | деревня | 7         | Кумёнское сельское поселение         |
| 33  | Гроши              | деревня | #Н/Д      | Вожгальское сельское поселение       |
| 34  | Грудцыны           | деревня | 184       | Вожгальское сельское поселение       |
| 35  | Дряхлово           | деревня | 0         | Кумёнское сельское поселение         |
| 36  | Дудинцы            | деревня | 8         | Большеперелазское сельское поселение |
| 37  | Дымково            | деревня | 0         | Вичевское сельское поселение         |
| 38  | Дыряне             | деревня | 0         | Кумёнское сельское поселение         |
| 39  | Желны              | деревня | 228       | Верхобыстрицкое сельское поселение   |
| 40  | Загайновцы         | деревня | 2         | Большеперелазское сельское поселение |
| 41  | Закаринье          | деревня | 0         | Большеперелазское сельское поселение |
| 42  | Зуево              | деревня | 0         | Кумёнское сельское поселение         |
| 43  | Илюшиха            | деревня | 6         | Березниковское сельское поселение    |
| 44  | Караул             | деревня | 1         | Березниковское сельское поселение    |
| 45  | Карино             | деревня | 8         | Речное сельское поселение            |
| 46  | Кленовое           | деревня | 0         | Вичевское сельское поселение         |
| 47  | Кленовое 1         | деревня | 3         | Большеперелазское сельское поселение |
| 48  | Кленовое 2         | деревня | 0         | Большеперелазское сельское поселение |
| 49  | Ключи              | деревня | 0         | Вичевское сельское поселение         |
| 50  | Ключи              | деревня | 8         | Вожгальское сельское поселение       |
| 51  | Ключи              | деревня | 4         | Кумёнское сельское поселение         |
| 52  | Коковихи           | деревня | 4         | Речное сельское поселение            |
| 53  | Кокориха           | деревня | 6         | Большеперелазское сельское поселение |
| 54  | Кокоры             | деревня | 3         | Верхобыстрицкое сельское поселение   |
| 55  | Кордон             | деревня | 2         | Речное сельское поселение            |
| 56  | Корени             | село    | 0         | Вожгальское сельское поселение       |
| 57  | Кореповщина        | деревня | 1         | Кумёнское городское поселение        |
| 58  | Косолапы           | деревня | 3         | Верхобыстрицкое сельское поселение   |
| 59  | Кочкино            | деревня | 19        | Речное сельское поселение            |
| 60  | Красногорье        | деревня | 9         | Большеперелазское сельское поселение |
| 61  | Краснооктябрьский  | посёлок | 917       | Вожгальское сельское поселение       |
| 62  | Крестьяне          | деревня | 2         | Речное сельское поселение            |
| 63  | Кумёны             | пгт     | ↘4227     | Кумёнское городское поселение        |
| 64  | Кырмыж             | село    | 82        | Вичевское сельское поселение         |
| 65  | Лашино             | деревня | 0         | Речное сельское поселение            |
| 66  | Липовица           | деревня | 7         | Березниковское сельское поселение    |
| 67  | Лутошкино          | село    | 82        | Кумёнское сельское поселение         |
| 68  | Лычное             | деревня | 1         | Нижнеивкинское городское поселение   |
| 69  | Медведи            | деревня | 7         | Березниковское сельское поселение    |
| 70  | Мерины             | деревня | 14        | Вичевское сельское поселение         |
| 71  | Минеево            | деревня | 2         | Вичевское сельское поселение         |
| 72  | Мишонки            | деревня | 1         | Березниковское сельское поселение    |
| 73  | Мокино             | деревня | 7         | Нижнеивкинское городское поселение   |
| 74  | Молоки             | деревня | 1         | Большеперелазское сельское поселение |
| 75  | Моряны             | деревня | 227       | Кумёнское городское поселение        |
| 76  | Мошаны             | деревня | 0         | Речное сельское поселение            |
| 77  | Нагоряна           | деревня | 15        | Кумёнское сельское поселение         |
| 78  | Нагоряна           | деревня | 0         | Нижнеивкинское городское поселение   |
| 79  | Нелюбинцы          | деревня | 0         | Большеперелазское сельское поселение |
| 80  | Нелюбовщина        | деревня | 3         | Нижнеивкинское городское поселение   |
| 81  | Нижнеивкино        | пгт     | ↘1671     | Нижнеивкинское городское поселение   |
| 82  | Олимпийский        | посёлок | 431       | Речное сельское поселение            |
| 83  | Остров             | деревня | 0         | Вичевское сельское поселение         |
| 84  | Пальник            | деревня | 0         | Вичевское сельское поселение         |
| 85  | Парфеновщина       | деревня | 379       | Большеперелазское сельское поселение |
| 86  | Плотники           | деревня | 324       | Вичевское сельское поселение         |
| 87  | Полом              | деревня | 5         | Речное сельское поселение            |
| 88  | Притес             | деревня | 0         | Березниковское сельское поселение    |
| 89  | Прохориха          | деревня | 0         | Большеперелазское сельское поселение |
| 90  | Раменье            | село    | 113       | Нижнеивкинское городское поселение   |
| 91  | Речной             | посёлок | 978       | Речное сельское поселение            |
| 92  | Рудины             | деревня | 1         | Речное сельское поселение            |
| 93  | Русские            | деревня | 0         | Вожгальское сельское поселение       |
| 94  | Русские            | деревня | 12        | Нижнеивкинское городское поселение   |
| 95  | Рябинники          | деревня | 0         | Березниковское сельское поселение    |
| 96  | Рябиново           | село    | 224       | Кумёнское сельское поселение         |
| 97  | Седуново           | деревня | 4         | Нижнеивкинское городское поселение   |
| 98  | Сенокосовщина      | деревня | 5         | Кумёнское сельское поселение         |
| 99  | Слудное            | деревня | 95        | Речное сельское поселение            |
| 100 | Смолины            | деревня | 24        | Вичевское сельское поселение         |
| 101 | Солодянки          | деревня | 0         | Кумёнское сельское поселение         |
| 102 | Спасская           | деревня | 4         | Кумёнское городское поселение        |
| 103 | Суслопары          | деревня | 8         | Вожгальское сельское поселение       |
| 104 | Сырченки           | деревня | 7         | Верхобыстрицкое сельское поселение   |
| 105 | Толоконники        | деревня | 7         | Верхобыстрицкое сельское поселение   |
| 106 | Тюлькинцы          | деревня | 0         | Кумёнское сельское поселение         |
| 107 | Хмелевка           | деревня | 1         | Кумёнское сельское поселение         |
| 108 | Холуй              | деревня | 3         | Нижнеивкинское городское поселение   |
| 109 | Чекоты             | деревня | 209       | Вожгальское сельское поселение       |
| 110 | Шандариха          | деревня | 2         | Вичевское сельское поселение         |
| 111 | Шандары            | деревня | 0         | Вичевское сельское поселение         |
| 112 | Швецово            | деревня | 121       | Речное сельское поселение            |
| 113 | Шмелиха            | деревня | 0         | Речное сельское поселение            |
| 114 | Шуравинцы          | деревня | 3         | Большеперелазское сельское поселение |
| 115 | Шустенки           | деревня | 0         | Вичевское сельское поселение         |
| 116 | Юнка               | деревня | 2         | Вичевское сельское поселение         |
| 117 | Юньга              | деревня | 0         | Верхобыстрицкое сельское поселение   |
| 118 | Юфериха            | деревня | 0         | Вичевское сельское поселение         |
| 119 | Ямное              | деревня | 68        | Вичевское сельское поселение         |

## Председатели райисполкома
С 1935 по 1991 годы в райисполкоме председательствовали:
| Ф. И. О.                                           | Время замещения должности   |
| -------------------------------------------------- | --------------------------- |
| Тараканов Дмитрий Степанович                       | февраль 1935 – ноябрь 1937  |
| Малых Михаил Васильевич                            | декабрь 1937 – август 1943  |
| Машкин Василий Архипович                           | сентябрь 1943 – июль 1944   |
| Ведерников Михаил Максимович                       | июль 1944 – декабрь 1945    |
| Першин Семен Николаевич                            | декабрь 1945 – январь 1951  |
| Стариков Дмитрий Александрович — партийный деятель | январь 1951 – июль 1952     |
| Бахтин Сергей Евдокимович                          | август 1952 – апрель 1954   |
| Гусаров Василий Иванович                           | май 1954 – август 1955      |
| Мохов Валентин Васильевич                          | август 1955 – январь 1956   |
| Милютин Николай Ефимович                           | январь 1956 – октябрь 1958  |
| Раздрогин Иван Федорович                           | октябрь 1958 – февраль 1960 |
| Санников Вадим Васильевич                          | февраль 1960 – июнь 1962    |
| Сунцова Алла Алексеевна                            | июнь 1962 – февраль 1968    |
| Лысов Александр Васильевич                         | февраль 1968 – февраль 1969 |
| Пахмутов Иван Андреевич                            | февраль 1969 – май 1977     |
| Колупаев Виктор Леонтьевич                         | май 1977 – декабрь 1983     |
| Богомолов Владимир Николаевич                      | февраль 1984 – октябрь 1985 |
| Росляков Николай Николаевич                        | ноябрь 1985 – май 1987      |
| Ложкин Виктор Иванович                             | май 1987 – март 1989        |
| Шулаев Юрий Федорович                              | март 1989 – декабрь 1991    |

## Известные люди
- В деревне Чекоты дважды Герой Социалистического труда Пётр Прозоров бессменно в течение более 40 лет возглавлял колхоз «Красный Октябрь»[27].
- История Кумёнского района тесно связана с жизнью и творчеством художников — братьев Васнецовых, знаменитого певца Фёдора Ивановича Шаляпина, художника, краеведа, педагога А. В. Фищева.
- Михаил Иванович Пиков — иллюстратор, художник книг, портретист, мастер станковой гравюры, ксилограф, акварелист, монументалист, уроженец района.
- В годы Великой Отечественной войны своими подвигами прославили Кумёнскую землю Герои Советского Союза Калинин Иван Николаевич, Лобачёв Аркадий Филиппович, Лопатин Борис Васильевич, Прокашев Анатолий Фёдорович, Родыгин Пётр Андреевич, Ходырев Валентин Васильевич, Шихов Павел Андреевич. В послевоенный период 19 колхозникам колхоза «Красный Октябрь» было присвоено звание Героя Социалистического труда, а председателю колхоза Прозорову Петру Алексеевичу — дважды.
- В селе Кумёны в 1941-м году родился Александр Сергеевич Носков — советский и российский военачальник, генерал-лейтенант, начальник Московского высшего общевойскового командного Орденов Ленина и Октябрьской Революции Краснознамённого училища (МВВКУ).
- Буторин, Тихон Иванович (1896—1958) — советский военный деятель, генерал-майор авиации (1940 год).
- Уроженец деревни Крутихинцы Кумёнского района генерал-майор артиллерии Иван Алексеевич Суслопаров (1897—1974) подписал от имени СССР 7 мая 1945 года т. н. «Первый Акт безоговорочной капитуляции Германии» в Реймсе.
- В деревне Малое Кабаново Кумёнского района (28 июля 1930 года) родился русский советский писатель Владимир Арсентьевич Ситников. Председатель правления Кировского областного отделения Союза писателей России.